# Liolaemus curicensis
Liolaemus curicensis är en ödleart som beskrevs av  Müller och HELLMICH 1938. Liolaemus curicensis ingår i släktet Liolaemus och familjen Tropiduridae. IUCN kategoriserar arten globalt som otillräckligt studerad. Inga underarter finns listade i Catalogue of Life.